# Queda da República de Veneza

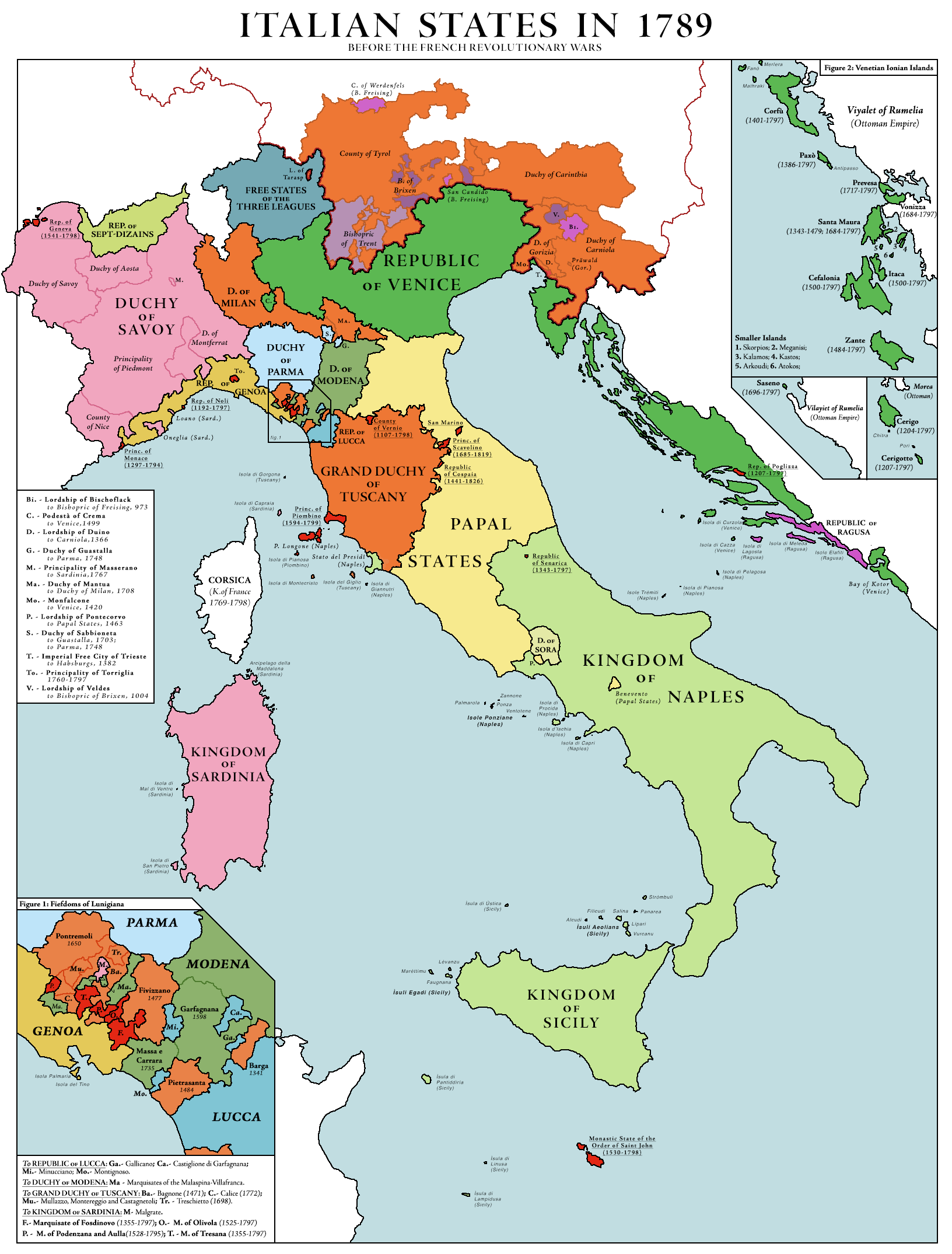
Os estados da Península Itálica em 1789. Os territórios da República de Veneza são mostrados em verde, tanto no continente italiano (Terraferma), quanto em suas possessões ultramarinas (Dalmácia veneziana e Ilhas Jônicas venezianas)

A Queda da República de Veneza foi uma série de eventos que culminou na dissolução e desmembramento da República de Veneza nas mãos de Napoleão Bonaparte e a Áustria Habsburga em 12 de maio de 1797.
Em 1796, o jovem general Napoleão foi enviado pela recém-formada República Francesa para enfrentar a Áustria, como parte das Guerras Revolucionárias Francesas. Bonaparte escolheu passar por Veneza, que era oficialmente neutra. Relutantemente, os venezianos permitiram que o formidável Exército Francês entrasse em seu país para que pudesse enfrentar a Áustria. No entanto, os franceses começaram secretamente a apoiar os revolucionários jacobinos em Veneza, e o Senado veneziano começou a se preparar silenciosamente para a guerra. As forças armadas venezianas estavam esgotadas e dificilmente eram páreo para os franceses endurecidos pela batalha ou mesmo para uma revolta local. Após a Captura de Mântua em 2 de fevereiro de 1797, os franceses abandonaram qualquer pretexto e clamaram abertamente por uma revolução entre os territórios de Veneza. Em 13 de março, houve uma revolta aberta, com Bréscia e Bérgamo se separando. No entanto, o sentimento pró-veneziano permaneceu alto, e a França foi forçada a revelar seus verdadeiros objetivos depois de fornecer apoio militar aos revolucionários de baixo desempenho.
Em 25 de abril, Napoleão ameaçou abertamente declarar guerra a Veneza, a menos que se democratizasse. O senado veneziano acedeu a inúmeras demandas, mas diante da crescente rebelião e da ameaça de invasão estrangeira, abdicou em favor de um governo de transição dos jacobinos (e, portanto, dos franceses). Em 12 de maio, Ludovico Manin, o último Doge de Veneza, aboliu formalmente a Sereníssima República de Veneza após mil e cem anos de existência.
A agressão de Napoleão não foi sem motivo. Os franceses e os austríacos concordaram secretamente em 17 de abril no Tratado de Leoben que, em troca de fornecer Veneza à Áustria, a França receberia as participações da Áustria na Holanda. A França ofereceu uma oportunidade para a população votar na aceitação dos termos agora públicos do tratado que os cedeu à Áustria. Em 28 de outubro, Veneza votou para aceitar os termos, uma vez que preferia a Áustria à França. Tais preferências eram bem fundamentadas: os franceses começaram a saquear completamente Veneza. Eles ainda roubaram ou afundaram toda a marinha veneziana e destruíram grande parte do Arsenal veneziano, um final humilhante para o que já foi uma das marinhas mais poderosas da Europa.
Em 18 de janeiro de 1798, os austríacos assumiram o controle de Veneza e acabaram com a incursão. O controle da Áustria foi de curta duração, no entanto, pois Veneza estaria de volta ao controle francês em 1805. Em seguida, retornou às mãos austríacas em 1815 como o Reino Lombardo-Vêneto até sua incorporação ao Reino da Itália em 1866.